# 50ª Squadriglia
La 50ª Squadriglia del Servizio Aeronautico del Regio Esercito dal 10 maggio 1917 volava con aerei Farman 14.

## Storia

### Prima guerra mondiale
Il 10 maggio 1917 la 50ª Squadriglia Farman nasce dalla 2ª Sezione della 46ª Squadriglia per il V Corpo d'armata (Esercito Italiano) al Campo di aviazione di Trissino su 2 Farman 14 seguito poi da un terzo.
Successivamente entra nel III Gruppo (poi 3º Gruppo caccia terrestre) comandata dal Capitano osservatore Pier Luigi Bardella che dispone di 5 piloti tra cui l'aspirante Amedeo Mecozzi, altri 7 osservatori e 6 Farman per il X Corpo d'Armata.
Il 19 giugno Mecozzi ed il Sottotenente Giulio Mazzocchini bombardano Ghertele di Roana venendo attaccati da 2 caccia che li colpiscono con 29 colpi rientrando con un atterraggio in emergenza a Schio.
Oltre ai suoi 6 Farman arrivano anche i Farman con motore Colombo ed il 1º luglio dispone di 7 osservatori e 7 piloti.
In seguito il comando passa al Cap. Giuseppe Serra Zanetti che il 31 luglio porta il reparto al Campo di aviazione di Villaverla restando senza aerei per un mese prima dell'arrivo di aerei dalla 46ª Squadriglia oltre a 4 piloti alla sua chiusura.
Il 7 ottobre termina il servizio di guerra ed il 25 ottobre va a Verona dove viene sciolta l'11 novembre cedendo una Sezione di 2 Farman alla 75ª Squadriglia caccia ed una Sezione di 2 Farman alla 72ª Squadriglia caccia.
Il 22 ottobre 1918 viene creata ancora la 50ª Squadriglia su aerei Ansaldo S.V.A. a Ponte San Pietro comandata dal Cap. Luigi Contini che dispone di un altro pilota per 3 SVA 10 inquadrata nel XV Gruppo ma il 23 ottobre si unisce alla 4ª Sezione SVA per dar vita alla 56ª Squadriglia.

### Il periodo tra le due guerre
Il 1º ottobre 1936 nasce il 38º Gruppo con la 50ª Squadriglia nell'11º Stormo dell'Aeroporto di Ferrara-San Luca sugli S.M.81 della Regia Aeronautica ma dall'11 dicembre passa nel 32º Stormo. Entro luglio 1938 transita sui Caproni Ca.135 ma a causa di problemi tecnici nel mese di ottobre passa sugli S.M.79.

### Seconda guerra mondiale
Dal 3 giugno 1940 era nel 88º Gruppo con 7 Savoia-Marchetti S.M.79 del 32º Stormo Bombardamento Terrestre sull'Aeroporto di Decimomannu per l'Aeronautica della Sardegna - ASAR.